# Hubîci, Starîi Sambir
Hubîci (în ucraineană Губичі) este un sat în comuna Soleanuvatka din raionul Starîi Sambir, regiunea Liov, Ucraina.

## Demografie
Componența lingvistică a localității Hubîci
     Ucraineană (99,63%)
     Alte limbi (0,37%)
Conform recensământului din 2001, majoritatea populației localității Hubîci era vorbitoare de ucraineană (99,63%), existând în minoritate și vorbitori de alte limbi.